# Tocco volante
Nella tecnica chitarristica classica, il tocco volante o semplicemente corda pizzicata si intende il modo di pizzicare una corda con l'unghia senza toccare le corde adiacenti, al contrario di come avviene con il tocco appoggiato, dove il dito pizzica la corda e si poggia sulla corda immediatamente più grave. 
È meno preferito rispetto al tocco appoggiato perché suona una nota con meno vigore e più piano, ma il suo uso è necessario negli arpeggi o comunque nelle note che devono stare "in secondo piano" rispetto a quelle della melodia, che di solito vengono suonate appoggiate.